# Gazon Chinard
Gazon Chinard (1230 - 1294) est un noble seigneur français, frère ou fils de Philippe Chinard et vassal de Manfred de Sicile et de Charles Ier d'Anjou. À la suite de l'assassinat de Philippe Chinard par Michel II Doukas, Gazon, furieux de cet acte, remet les territoires à Charles Ier d'Anjou, qui, en retour, le nomme capitaine général de Corfou.
Au cours de la même année, en tant qu'envoyé de Charles, il tente de persuader les nobles et les commandants locaux d'Albanie de céder les domaines détenus jusqu'alors par Manfred à Charles Ier d'Anjou, mais ces derniers refusent de le faire.
En 1272, lorsque Charles Ier d'Anjou proclame le royaume d'Albanie, il nomme Gazon Chinard en tant que vicaire général. En 1273, cependant, ce dernier est remplacé par un gouverneur français,.
En 1274, il est commandant d'une flotte à Ischia. En 1278, il est l'un des vassaux de Charles à qui il est demandé de fournir des navires en vue de la croisade projetée par ce dernier. En 1279, il est châtelain de Bari, puis, par la suite, commandant de l'ensemble de la flotte des régions des Abruzzes et des Pouilles. En 1282, il participe à l'attaque menée contre la Sicile par Charles afin de tenter de reprendre l'île à la suite des Vêpres siciliennes, mais sans succès. En 1283, il est définitivement écarté du commandement en raison de son âge avancé et il n'est plus mentionné dans les sources.